# Acer tegmentosum
Acer tegmentosum es una especie de árbol perteneciente a la familia de las sapindáceas. Es nativa del sur del lejano oriente de Rusia (a lo largo de los ríos Amur y Ussuri), Nordeste de China y en Corea.

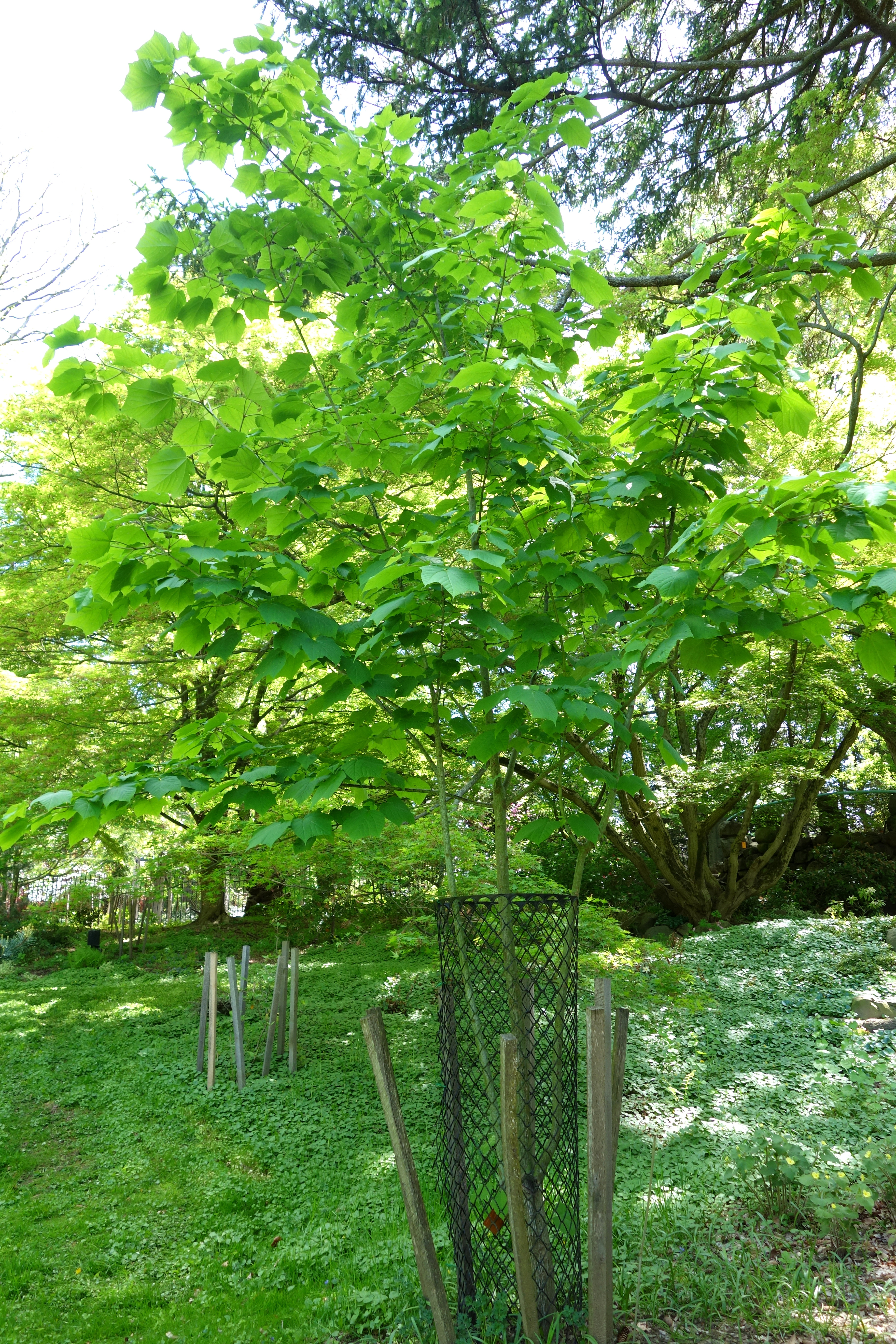
Vista del árbol

## Descripción
Es un árbol que alcanza un tamaño de 10-15 m de altura, con la característica de la corteza gris-verdoso brillante con rayas blancas.

## Taxonomía
Acer tegmentosum fue descrita por Carl Johann Maximowicz y publicado en Bulletin de la Classe Physico-Mathématique de l'Académie Impériale des Sciences de Saint-Pétersbourg 15: 125, en el año 1856.
Etimología
Acer: nombre genérico que procede del latín ǎcěr, -ĕris = (afilado), referido a las puntas características de las hojas o a la dureza de la madera que, supuestamente, se utilizaría para fabricar lanzas. Ya citado en, entre otros, Plinio el Viejo, 16, XXVI/XXVII, refiriéndose a unas cuantas especies de Arce.
tegmentosum: epíteto latíno 
Sinonimia
- Acer pensylvanicum var. tegmentosum (Maxim.) Wesm.[8]